# John Trevor Stuart
John Trevor Stuart (29 de janeiro de 1929) é um matemático britânico, que trabalha com hidrodinâmica.
Recebeu o Prêmio Whitehead Sênior de 1984 e o Prêmio Otto Laporte de 1987.
Foi palestrante do Congresso Internacional de Matemáticos em Moscou (1966).

## Obras
- Evolution of vorticity in perturbed flow in a pipe, Experimental Thermal and Fluid Science, Band 13, 1996, 206–201.
- Singularities in Three-Dimensional Compressible Euler Flows with Vorticity,  Theoretical and Computational Fluid Dynamics, Band 10, 1998, S.  385–391
- Taylor-Vortex Flow: A Dynamical System, SIAM Review, Band 28, 1986, S. 315–342